# Orgue de l'abbaye de Gellone
L'orgue de l’abbaye de Gellone (ou abbaye de Saint-Guilhem-le-Désert) est un instrument placé à la tribune au-dessus de l'entrée de l'ancienne abbatiale du monastère de Saint-Guilhem-le-Désert, actuelle église paroissiale de la commune éponyme, dans le département de l’Hérault en France. Achevé en 1789 par Jean-Pierre Cavaillé, il fut classé monument historique en 1974.
Il fait partie des « Sept merveilles organistiques de l'Hérault » avec les instruments:
- l’orgue Jean-François L’Epine-Joseph Merklin de la cathédrale Saint-Pierre de Montpellier,
- l’orgue Lépine-Cavaillé-Coll de la collégiale Saint Jean de Pézenas,
- l'orgue Dom Bedos-Puget de la basilique Notre Dame des Tables de Montpellier,
- l’orgue Poncher Puget de la cathédrale Saint-Nazaire de Béziers
- l'orgue Jean-Baptiste Micot de l'ancienne cathédrale Saint-Pons-de-Cimiez à Saint-Pons-de-Thomières.
- l’orgue de la cathédrale Saint-Fulcran de Lodève.

C'est un des derniers orgues au sud de la Loire et à l’ouest du Rhône construits sous l’Ancien Régime (avant la Révolution). Il est en outre un des trois orgues du XVIIIe siècle authentiquement « historiques » de l'Hérault avec ceux de Saint-Pons-de-Thomières et de Saint-Chinian.

## Historique
De 1782 à 1789, Jean-Pierre Cavaillé, grand-père du célèbre Aristide Cavaillé-Coll, travaille à la construction d’un orgue devant comprendre 27 jeux sur 3 claviers et pédalier. Mais la Révolution l’empêche de terminer son œuvre. Et en 1789 l’orgue est jouable mais sans le positif dorsal dont seuls le buffet et le clavier sont en place. Malgré le versement d’un acompte de 600 livres, l’organier quitte la France pour la Catalogne espagnole où il avait épousé en 1767 Marie-Françoise Coll.
Au cours de la Révolution Française, son organiste titulaire, J.Laffond, le sauve à deux reprises :
- en 1792 en lui évitant la refonte de sa tuyauterie afin d’en récupérer l’étain grâce à des airs révolutionnaires joués au moment de la saisie ;
- en 1804 en évitant son transfert dans la nouvelle église Notre-Dame-des-Tables de Montpellier par substitution du nom de Saint-Thibéry à celui de Saint-Guilhem-le-Désert.

En 1818, c’est au tour du conseil de fabrique et de la population de s’opposer à son transfert pour Lunel.
En 1866, il est relevé sans modification par Baptiste Puget, à l’exception de la pose d’un système de réglage des touches et d’un accouplement Réc./G.O.. Durant la Première Guerre mondiale Félix Raugel, organologue réputé, redécouvre l’instrument et le signale comme exceptionnel. Puis en 1941 nouveau relevage par Maurice Puget et inauguration par Joseph Roucairol (titulaire de l’orgue de la cathédrale Saint-Pierre de Montpellier sous lequel il est d’ailleurs inhumé). En 1953, Edmond Costa le dépoussière à la suite de travaux de restauration de l’édifice de l’abbatiale.
En 1968, Alain Sals effectue un relevage complet et l’inauguration est assurée par Michel Chapuis ; des disques sont alors enregistrés et c’est le début de la notoriété pour cet authentique « orgue historique ». Mais le positif dorsal est toujours vide et muet, et dès 1971, sous l’impulsion de Monique Bernat, l’association « les Amis de St Guilhem » et Alain Sals élaborent un projet pour parfaire la restauration et achever l’œuvre de Jean-Pierre Cavaillé. Le 8 avril 1974 l’instrument est classé monument historique, le buffet le 6 mai 1975, et le projet accepté par les autorités compétentes.
Le buffet est entièrement restauré en 1981 par l’entreprise Férignac de Hautefort en Dordogne. En 1984, Alain Sals termine la mise en place de la partie instrumentale du positif dorsal qui se trouve ainsi pourvu des neuf jeux prévus originellement, ainsi que la restauration des trois soufflets cunéiformes, repeaussés à neuf et rendus actionnables manuellement comme à l’origine. L’inauguration a lieu le 6 octobre 1984 par Odile Bailleux.
En 2000, d’ultimes travaux de restauration, supervisés pour les Monuments Historiques par Jean-Pierre Decavèle, technicien conseil, et Pierre Perdigon, membre rapporteur, sont réalisés par Alain Sals sur des éléments originaux de Jean-Pierre Cavaillé, jamais révisés depuis plus de deux siècles : sommiers du G.O., du Récit et de la Pédale, tuyaux attaqués par la lèpre de l’étain, réglage des anches, parties métalliques de la transmission oxydées. À cette occasion le tempérament mésotonique à cinq tierces pures d’après Dom Bedos, retenu en 1984, a été modifié en adoucissant la partition sur ré# et sol#, ainsi que l’harmonisation du positif dorsal avec l’adoption d’un plafond plus bas pour sa mixture.
Depuis 2010, Michel Formentelli assure l'entretien de cet orgue. Il a restauré le bloc des claviers en 2011, et a réalisé un relevage complet de l'orgue début 2014.

## Descriptif
Le buffet, à deux corps, est en noyer avec des sculptures en tilleul faisant la part belle au chantournage, et des rocailles en guise de claires-voies. Le nom de leurs auteurs n’est pas connu. Le grand corps est en mitre à cinq tourelles et quatre plates-faces, le positif de dos en V à trois tourelles et deux plates-faces.
Quasiment toutes les parties de l’orgue appartenant au grand corps sont d’origine :
- la console en fenêtre avec ses trois claviers, plaqués d’ébène pour les naturelles et d’os pour les feintes, et le pédalier à la Française ;
- la traction des notes est mécanique, suspendue pour le Grand-orgue et le Récit, avec abrégé classique pour la Pédale, moderne et foulante à balanciers obliques pour le Positif ;
- le tirage des jeux est mécanique par tirants de registres de section carrée avec pommettes tournées ; le nom des jeux est inscrit sur les étiquettes de papier originelles qui ont servi de modèle pour celles du positif ;
- la tuyauterie est uniquement de J.P.Cavaillé, sauf celle du positif et quelques rares compléments ailleurs ; comme elle n’a jamais été recoupée, le diapason à 415 hertz est d’époque ; la partition d’accord adoptée en 1984 était le tempérament mésotonique à cinq tierces pures recommandé par Dom Bedos ; après l’écoute concluante, à Torroja del Priorat près de Tarragone, d’un excellent témoin de la facture de Jean-Pierre Cavaillé édifié en 1799, dix ans après Saint-Guilhem, plus la volonté d’étendre le répertoire jouable, jointes à l’existence du premier Do# dans les deux instruments, la partition a été légèrement adoucie sur ré# et sol# ;
- les sommiers sont en chêne, à gravures et registres coulissants : 2 diatoniques pour le G.O., 2 diatoniques pour la Pédale, et 1 chromatique pour le récit ; celui du positif, d’Alain Sals est en chêne et en châtaignier, diatonique jusqu’à Fa2 puis chromatique ;
- la soufflerie, placée dans une salle du clocher, comprend trois soufflets cunéiformes à 4 plis saillants que l’on peut soit actionner à la main grâce aux leviers traditionnels, soit alimenter par un ventilateur électrique.

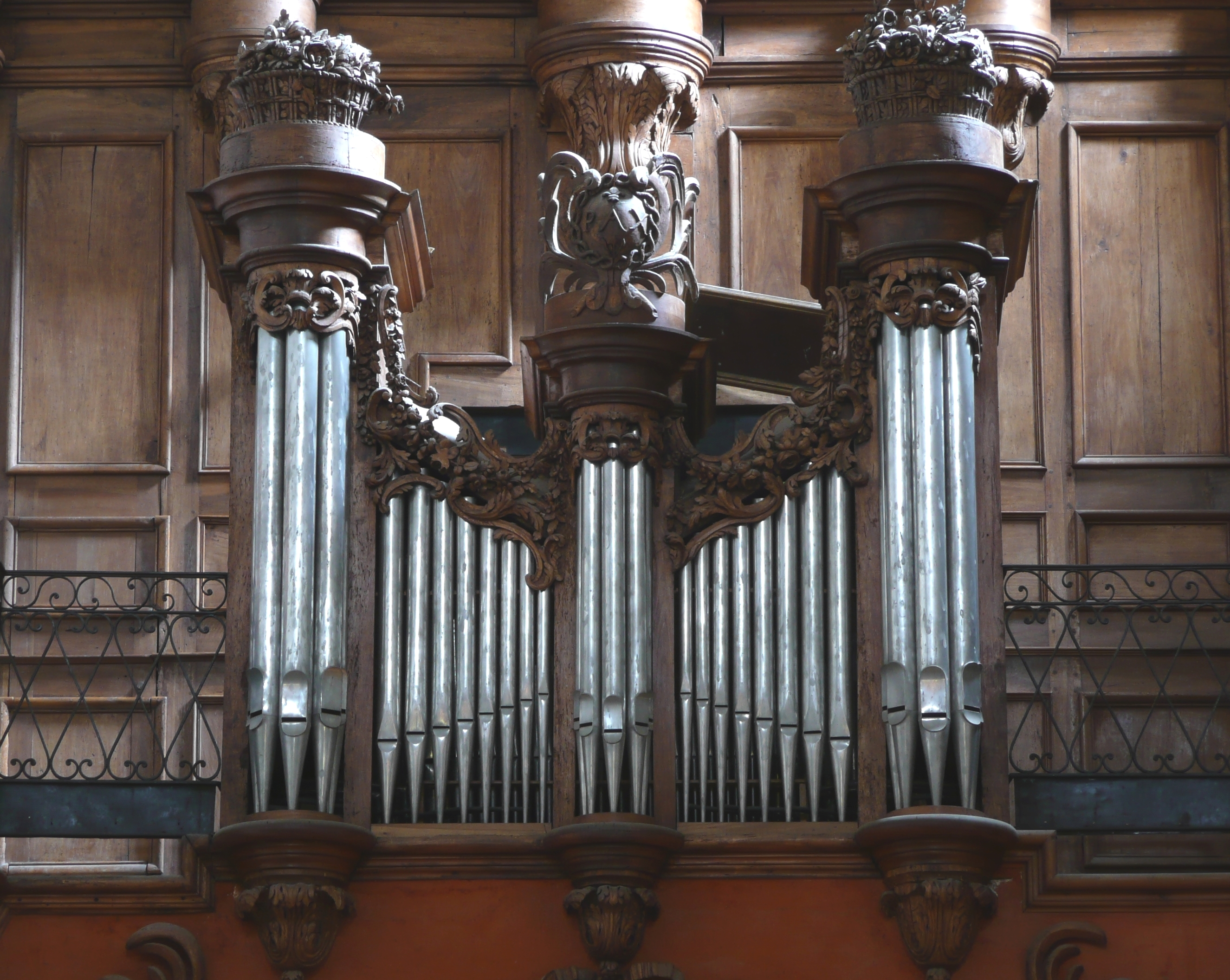

### Références

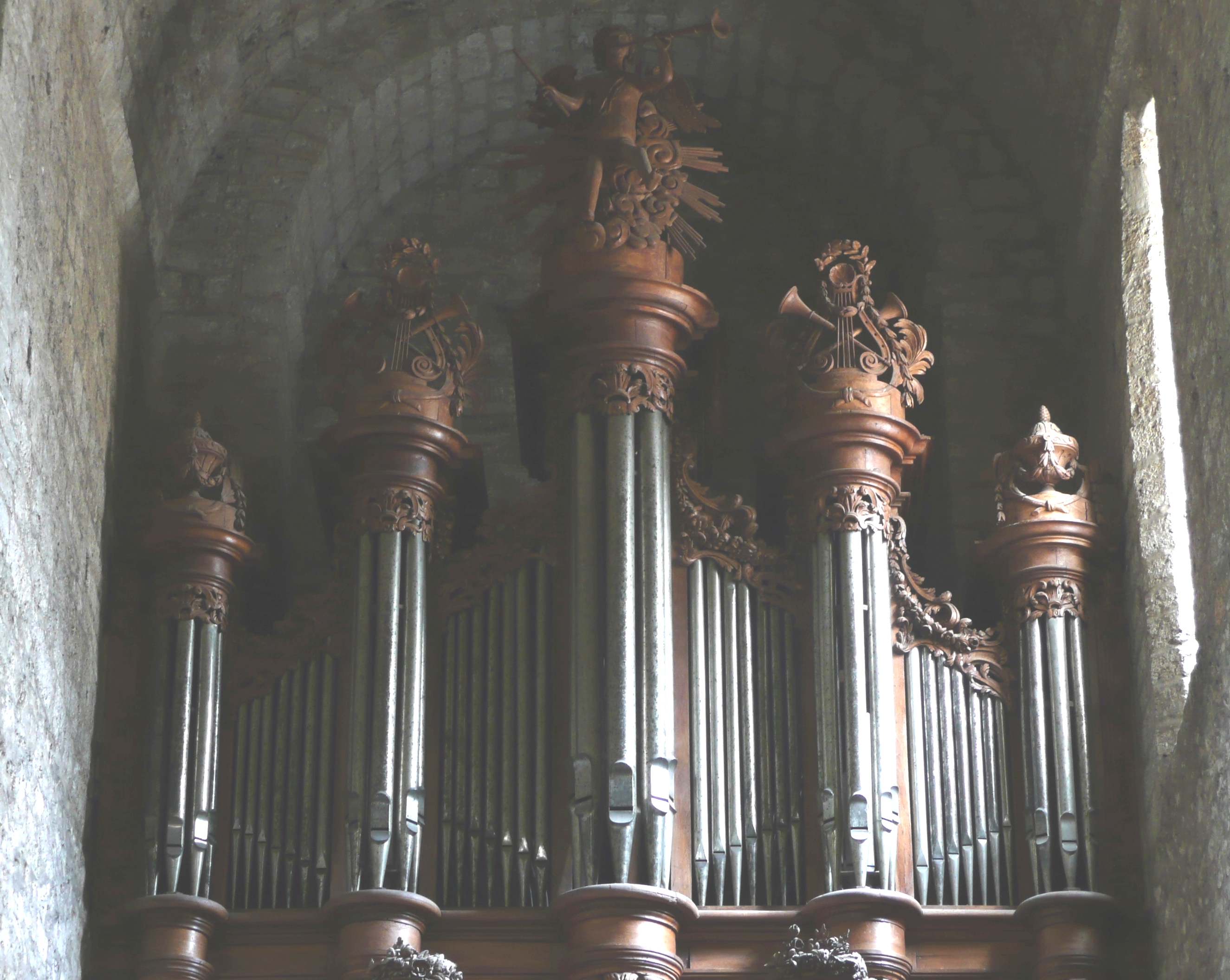

## Composition
D’après le relevé de Materne Lehn
| I Positif dorsal 51 notes: Ut1 à Ré5 |       |             |
| Bourdon                              | 8’    | [ Notes 1 ] |
| Prestant                             | 4’    | [ Notes 2 ] |
| Nazard                               | 2’2/3 | [ Notes 3 ] |
| Doublette                            | 2’    | [ Notes 4 ] |
| Tierce                               | 1’3/5 | [ Notes 5 ] |
| Larigot                              | 1’1/3 | [ Notes 6 ] |
| Plein-jeu                            | IV    | [ Notes 7 ] |
| Trompette                            | 8’    | [ Notes 8 ] |
| Cromorne                             | 8’    | [ Notes 9 ] |

| II Grand-orgue 51 notes: Ut1 à Ré5 |       |              |
| Montre                             | 8’    | [ Notes 10 ] |
| Bourdon                            | 8’    | [ Notes 11 ] |
| Flûte                              | 8’    | [ Notes 12 ] |
| Prestant                           | 4’    | [ Notes 13 ] |
| Nazard                             | 2′2/3 | [ Notes 14 ] |
| Doublette                          | 2′    | [ Notes 15 ] |
| Quarte                             | 2′    | [ Notes 16 ] |
| Tierce                             | 1'3/5 |              |
| Fourniture                         | III   | [ Notes 17 ] |
| Cymbale                            | IV    | [ Notes 18 ] |
| Grand cornet                       | V     | [ Notes 19 ] |
| Trompette                          | 8′    | [ Notes 20 ] |
| Cromorne                           | 8′    | [ Notes 21 ] |
| Voix humaine                       | 8'    | [ Notes 22 ] |
| Clairon                            | 4'    | [ Notes 23 ] |

| III Récit 32 notes: Sol2 à Ré5 |   |              |
| Cornet                         | V | [ Notes 24 ] |

| Pédale 18 notes: Ut1 à Fa2 |    |              |
| Flûte                      | 8′ | [ Notes 25 ] |
| Trompette                  | 8′ | [ Notes 26 ] |

- Accouplement : I/II (à tiroir)
- Tremblant fort à vent perdu
- Tremblant doux dans le vent